# Среднохармонична стойност
Средно хармонично на множество от числа в математиката и статистиката е усреднена величина, наред с със средното аритметично и средното геометрично, известни от древността и изследвани от Питагор. Средното хармонично дава по-голяма тежест на по-малките стойности.

## Формула
Средното хармонично на множеството числа [a1, a2, ..., an] се дава с формулата:
{\displaystyle H({a_{1}},{a_{2}},...{a_{n}})=n{\bigg (}{\sum _{i=1}^{n}{\frac {1}{a_{i}}}}{\bigg )}^{-1}={\frac {n}{\sum _{i=1}^{n}{\frac {1}{a_{i}}}}}={\frac {n}{{\frac {1}{a_{1}}}+{\frac {1}{a_{2}}}+\cdots +{\frac {1}{a_{n}}}}}}